# Saison 2012 de l'équipe cycliste Garmin-Sharp
La saison 2012 de l'équipe cycliste Garmin-Sharp est la huitième de cette équipe.

## Préparation de la saison 2012

### Arrivées et départs
| Arrivées           | Équipe 2011             |
| ------------------ | ----------------------- |
| Jack Bauer         | Endura Racing           |
| Thomas Dekker      | Chipotle Development    |
| Koldo Fernández    | Euskaltel-Euskadi       |
| Nathan Haas        | Genesys Wealth Advisers |
| Alex Howes         | Chipotle Development    |
| Robert Hunter      | RadioShack              |
| Raymond Kreder     | Chipotle Development    |
| Jacob Rathe        | Chipotle Development    |
| Alex Rasmussen     | HTC-Highroad            |
| Sébastien Rosseler | RadioShack              |
| Fabian Wegmann     | Leopard-Trek            |

| Départs         | Équipe 2012    |
| --------------- | -------------- |
| Jack Bobridge   | GreenEDGE      |
| Julian Dean     | GreenEDGE      |
| Roger Hammond   | retraite       |
| Thor Hushovd    | BMC Racing     |
| Brett Lancaster | GreenEDGE      |
| Daniel Lloyd    | IG-Sigma Sport |
| Cameron Meyer   | GreenEDGE      |
| Travis Meyer    | GreenEDGE      |
| Gabriel Rasch   | FDJ-BigMat     |
| Matthew Wilson  | GreenEDGE      |

## Coureurs et encadrement technique

### Effectif
| Cycliste               | Date de naissance | Nationalité      | Équipe 2011                      |
| ---------------------- | ----------------- | ---------------- | -------------------------------- |
| Jack Bauer             | 7 avril 1985      | Nouvelle-Zélande | Endura Racing                    |
| Thomas Danielson,      | 13 mars 1978      | États-Unis       | Garmin-Cervélo                   |
| Thomas Dekker          | 6 septembre 1984  | Pays-Bas         | Chipotle Development             |
| Tyler Farrar           | 2 juin 1984       | États-Unis       | Garmin-Cervélo                   |
| Koldo Fernández        | 13 septembre 1981 | Espagne          | Euskaltel-Euskadi                |
| Murilo Fischer         | 16 juin 1979      | Brésil           | Garmin-Cervélo                   |
| Nathan Haas            | 12 mars 1989      | Australie        | Genesys Wealth Advisers          |
| Heinrich Haussler      | 25 février 1984   | Australie        | Garmin-Cervélo                   |
| Ryder Hesjedal         | 9 décembre 1980   | Canada           | Garmin-Cervélo                   |
| Alex Howes             | 1er janvier 1988  | États-Unis       | Chipotle Development             |
| Robert Hunter          | 22 avril 1977     | Afrique du Sud   | RadioShack                       |
| Andreas Klier          | 15 janvier 1976   | Allemagne        | Garmin-Cervélo                   |
| Michel Kreder          | 15 août 1987      | Pays-Bas         | Garmin-Cervélo                   |
| Raymond Kreder         | 26 novembre 1989  | Pays-Bas         | Chipotle Development             |
| Christophe Le Mével    | 11 septembre 1980 | France           | Garmin-Cervélo                   |
| Martijn Maaskant       | 27 juillet 1983   | Pays-Bas         | Garmin-Cervélo                   |
| Daniel Martin          | 20 août 1986      | Irlande          | Garmin-Cervélo                   |
| David Millar           | 4 janvier 1977    | Royaume-Uni      | Garmin-Cervélo                   |
| Ramūnas Navardauskas   | 30 janvier 1988   | Lituanie         | Garmin-Cervélo                   |
| Thomas Peterson        | 24 décembre 1986  | États-Unis       | Garmin-Cervélo                   |
| Alex Rasmussen,        | 9 juin 1984       | Danemark         | HTC-Highroad                     |
| Jacob Rathe            | 13 mars 1991      | États-Unis       | Chipotle Development             |
| Sébastien Rosseler     | 15 juillet 1981   | Belgique         | RadioShack                       |
| Peter Stetina          | 8 août 1987       | États-Unis       | Garmin-Cervélo                   |
| Andrew Talansky        | 23 novembre 1988  | États-Unis       | Garmin-Cervélo                   |
| Sep Vanmarcke          | 28 juillet 1988   | Belgique         | Garmin-Cervélo                   |
| Johan Vansummeren      | 4 février 1981    | Belgique         | Garmin-Cervélo                   |
| Christian Vande Velde, | 22 mai 1976       | États-Unis       | Garmin-Cervélo                   |
| Fabian Wegmann         | 20 juin 1980      | Allemagne        | Leopard-Trek                     |
| David Zabriskie,       | 12 janvier 1979   | États-Unis       | Garmin-Cervélo                   |
| Stagiaire              | Date de naissance | Nationalité      | Équipe 2012                      |
| Lachlan Morton         | 2 octobre 1992    | Australie        | Chipotle-First Solar Development |
| Thomas Scully          | 14 janvier 1990   | Nouvelle-Zélande | Chipotle-First Solar Development |
| Steele Von Hoff        | 31 décembre 1987  | Australie        | Chipotle-First Solar Development |

## Bilan de la saison

### Victoires
| Date       | Course                                         | Pays           | Classe | Vainqueur             |
| ---------- | ---------------------------------------------- | -------------- | ------ | --------------------- |
| 06/02/2012 | 2e étape du Tour du Qatar                      | Qatar          | 2.HC   | Garmin-Barracuda      |
| 10/02/2012 | 2e étape du Tour méditerranéen                 | France         | 2.1    | Michel Kreder         |
| 11/02/2012 | 3e étape du Tour méditerranéen                 | France         | 2.1    | Michel Kreder         |
| 24/02/2012 | 1re étape du Tour de Langkawi                  | Malaisie       | 2.HC   | David Zabriskie       |
| 25/02/2012 | Circuit Het Nieuwsblad                         | Belgique       | 1.HC   | Sep Vanmarcke         |
| 04/03/2012 | Championnat d'Afrique du Sud sur route         | Afrique du Sud | CN     | Robert Hunter         |
| 04/04/2012 | 2e étape du Circuit de la Sarthe               | France         | 2.1    | Michel Kreder         |
| 06/04/2012 | 5e étape du Circuit de la Sarthe               | France         | 2.1    | Thomas Dekker         |
| 09/05/2012 | 4e étape du Tour d'Italie                      | Italie         | WT     | Garmin-Barracuda      |
| 17/05/2012 | 2e étape du Tour de Norvège                    | Norvège        | 2.1    | Raymond Kreder        |
| 17/05/2012 | 5e étape du Tour de Californie                 | États-Unis     | 2.HC   | David Zabriskie       |
| 26/05/2012 | Championnat des États-Unis du contre-la-montre | États-Unis     | CN     | David Zabriskie       |
| 27/05/2012 | Classement général du Tour d'Italie            | Italie         | WT     | Ryder Hesjedal        |
| 22/06/2012 | Championnat de Lituanie du contre-la-montre    | Lituanie       | CN     | Ramūnas Navardauskas  |
| 24/06/2012 | Championnat d'Allemagne sur route              | Allemagne      | CN     | Fabian Wegmann        |
| 13/07/2012 | 12e étape du Tour de France                    | France         | WT     | David Millar          |
| 08/08/2012 | 2e étape du Tour de l'Utah                     | États-Unis     | 2.1    | Garmin-Sharp          |
| 10/08/2012 | 4e étape du Tour de l'Ain                      | France         | 2.1    | Andrew Talansky       |
| 11/08/2012 | Classement général du Tour de l'Ain            | France         | 2.1    | Andrew Talansky       |
| 20/08/2011 | 1re étape du Tour du Colorado                  | États-Unis     | 2.HC   | Tyler Farrar          |
| 22/08/2012 | 3e étape du Tour du Colorado                   | États-Unis     | 2.HC   | Thomas Danielson      |
| 24/08/2012 | 5e étape du Tour du Colorado                   | États-Unis     | 2.HC   | Tyler Farrar          |
| 26/08/2012 | Classement général du Tour du Colorado         | États-Unis     | 2.HC   | Christian Vande Velde |
| 16/09/2012 | Classement général du Tour de Grande-Bretagne  | Royaume-Uni    | 2.1    | Nathan Haas,          |

### Résultats sur les courses majeures
Les tableaux suivants représentent les résultats de l'équipe dans les principales courses du calendrier international (les cinq classiques majeures et les trois grands tours). Pour chaque épreuve est indiqué le meilleur coureur de l'équipe, son classement ainsi que les accessits glanés par Garmin-Sharp sur les courses de trois semaines.

#### Classiques
| Classique            | Milan-San Remo          | Tour des Flandres       | Paris-Roubaix          | Liège-Bastogne-Liège | Tour de Lombardie   |
| -------------------- | ----------------------- | ----------------------- | ---------------------- | -------------------- | ------------------- |
| Coureur (classement) | Heinrich Haussler (68e) | Heinrich Haussler (30e) | Johan Vansummeren (9e) | Daniel Martin (5e)   | Ryder Hesjedal (6e) |

#### Grands tours
| Grand tour           | Tour d'Italie | Tour de France                    | Tour d'Espagne       |
| -------------------- | --- | --------------------------------- | -------------------- |
| Coureur (classement) | Ryder Hesjedal (1er) | Daniel Martin (35e)               | Andrew Talansky (7e) |
| Accessits            | 1 victoire d'étape (contre-la-montre par équipes), classement par équipes aux points et classement général (Ryder Hesjedal) | 1 victoire d'étape (David Millar) | -                    |

### Classement UCI
L'équipe Garmin-Sharp termine à la neuvième place du World Tour avec 762 points. Ce total est obtenu par l'addition des 70 points amenés par la 10e place du championnat du monde du contre-la-montre par équipes et des points des cinq meilleurs coureurs de l'équipe au classement individuel que sont Ryder Hesjedal, 13e avec 241 points, Daniel Martin, 16e avec 196 points, Andrew Talansky, 35e avec 145 points, Heinrich Haussler, 70e avec 70 points, et Christophe Le Mével, 91e avec 40 points,.
| Rang | Coureur               | Points |
| ---- | --------------------- | ------ |
| 13   | Ryder Hesjedal        | 241    |
| 16   | Daniel Martin         | 196    |
| 35   | Andrew Talansky       | 145    |
| 70   | Heinrich Haussler     | 70     |
| 91   | Christophe Le Mével   | 40     |
| 104  | Sep Vanmarcke         | 31     |
| 107  | Thomas Danielson      | 30     |
| 116  | Fabian Wegmann        | 23     |
| 131  | David Millar          | 20     |
| 151  | Johan Vansummeren     | 10     |
| 160  | Christian Vande Velde | 10     |
| 162  | Tyler Farrar          | 9      |
| 203  | Robert Hunter         | 4      |
| 240  | Murilo Fischer        | 1      |
| 248  | Koldo Fernández       | 1      |